# Trzebielskie Jezioro
Trzebielskie Jezioro (kaszb. Jezoro Trzebielëńsczé) – przepływowe jezioro wytopiskowe na Wysoczyźnie Polanowskiej w gminie Trzebielino powiatu bytowskiego (województwo pomorskie), na zachód od Trzebielina. W pobliżu wschodniej linii brzegowej przebiega trasa drogi krajowej nr 21.

## Dane morfometryczne
Powierzchnia zwierciadła wody według różnych źródeł wynosi od 16,0 ha do 30,8 ha.
Zwierciadło wody położone jest na wysokości 82,9 m n.p.m.

## Hydronimia
Według urzędowego spisu opracowanego przez Komisję Nazw Miejscowości i Obiektów Fizjograficznych (KNMiOF) nazwa tego jeziora to Trzebielskie Jezioro. W różnych publikacjach i na mapach topograficznych jezioro to występuje pod nazwą Trzebielińskie.